# Metody (Filimonowicz)
Metody, imię świeckie Maksym Filimonowicz, także spotykane wersje – Filimonow, Fyłymonowycz (zm. po 1666 w Moskwie) – biskup prawosławny pochodzenia ukraińskiego.
Pochodził z Ukrainy. Był kapłanem prawosławnym, służył w jurysdykcji metropolii kijowskiej w Nieżynie. 4 maja 1661 został wyświęcony na prawosławnego biskupa mścisławskiego przez metropolitę krutickiego Pitirima. Nadał mu on także tytuł administratora metropolii kijowskiej, chociaż pozostawała ona wówczas w jurysdykcji Patriarchatu Konstantynopolitańskiego. Metropolita kijowski Dionizy, nie chcąc stracić kontroli nad eparchią mścisławską, wyświęcił na biskupa mścisławskiego Józefa, przełożonego Monasteru Leszczyńskiego. W sierpniu 1661 król Jan Kazimierz Waza potwierdził prawa Józefa do zarządu eparchii, nie dopuszczając tym samym biskupa Metodego do podjęcia działalności w Mohylewie. Duchowieństwo eparchii mścisławskiej również nie zaakceptowało Metodego, który był powszechnie uważany za intryganta i znany z uległości wobec cara. W 1665 w liście do władcy rosyjskiego Metody przyznawał, że biskupem jest tylko z nazwy.
Po śmierci metropolity Dionizego (Bałabana) w 1665 Metody ubiegał się o urząd metropolity kijowskiego, jednak nie zyskał poparcia duchowieństwa eparchii, w którego zgodnej ocenie został wyświęcony w sposób niezgodny z kanonicznymi procedurami. Patriarcha konstantynopolitański Dionizy III w 1665 obłożył Metodego klątwą. De facto Metody (Filimonowicz) administrował prawosławnymi strukturami na Ukrainie Lewobrzeżnej. Początkowo był całkowicie wierny carowi i Rosji, następnie jednak stanowczo sprzeciwił się podporządkowaniu metropolii kijowskiej Patriarchatowi Moskiewskiemu i sprowadzeniu do Kijowa metropolity z Moskwy. Metropolita kijowski Józef (Nielubowicz-Tukalski) suspendował go i nakazał osadzenie w monasterze w Humaniu. Stamtąd zdołał zbiec do Kijowa, po czym został przewieziony do Moskwy. Jako zwolennik Iwana Brzuchowieckiego został zmuszony do zamieszkania w Monasterze Nowospasskim i tam pozostawał do końca życia.